# Казо-Дебат
Казо́-Деба́т (фр. Cazaux-Debat, окс. Cadau de Devath) — коммуна во Франции, находится в регионе Юг — Пиренеи. Департамент — Верхние Пиренеи. Входит в состав кантона Бордер-Лурон. Округ коммуны — Баньер-де-Бигор.
Код INSEE коммуны — 65140.

## География

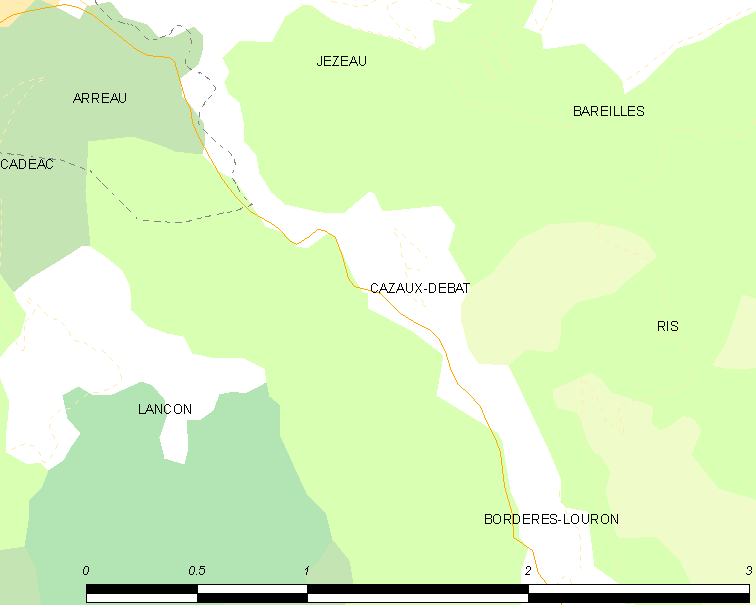
Карта коммуны

Коммуна расположена приблизительно в 680 км к югу от Парижа, в 120 км юго-западнее Тулузы, в 50 км к юго-востоку от Тарба.
По территории коммуны протекает река Нест-дю-Лурон. Большую часть территории коммуны занимают леса.

## Климат
Климат умеренно-океанический с солнечной тёплой погодой и обильными осадками на протяжении практически всего года.

## Население
Население коммуны на 2010 год составляло 18 человек.
| 1962 | 1968 | 1975 | 1982 | 1990 | 1999 | 2010 |
| ---- | ---- | ---- | ---- | ---- | ---- | ---- |
| 22   | 19   | 15   | 13   | 14   | 12   | 18   |

## Администрация
| Период | Период | Фамилия           | Партия       | Примечания |
| ------ | ------ | ----------------- | ------------ | ---------- |
| 2001   | 2014   | Франсуаза Бюиссон | беспартийная |            |
| 2014   | 2020   | Пьер Буигар       |              |            |

## Экономика
В 2010 году среди 12 человек трудоспособного возраста (15-64 лет) 10 были экономически активными, 2 — неактивными (показатель активности — 83,3 %, в 1999 году было 100,0 %). Из 10 активных жителей работали 10 человек (4 мужчины и 6 женщин), безработных не было. Среди 2 неактивных 0 человек были учениками или студентами, 2 — пенсионерами, 0 были неактивными по другим причинам.